# Mike Zeck
Compléments
Mike Zeck est un dessinateur de comics américain, né le 6 septembre 1949 à Greenville, Pennsylvanie.

## Biographie
Mike Zeck naît le 6 septembre 1949 à Greenville en Pennsylvanie. En 1967, après le lycée il suit des études d'art au Ringling College of Art and Design à Sarasota en Floride.  Il ne commence cependant pas immédiatement une carrière artistique et en 1970 il commence à travailler au Migrant Education Center de Fort Lauderdale. Durant cette période il essaie d'être engagé par des éditeurs en envoyant des extraits de son portfolio. Finalement en 1974, Charlton Comics lui demande de réaliser quelques illustrations ce qui l'amène à réaliser des séries d'horreur pour cet éditeur. Il abandonne alors son emploi et se consacre uniquement aux comics. En 1977, il commence à travailler pour Marvel Comics sur le comics The hands of Shang-Chi, Master of Kung-Fu. Par la suite, il dessine tantôt pour Marvel (Captain America), tantôt pour DC Comics (Aquaman, Batman and Robin, Green Lantern). Deux de ses œuvres sont particulièrement remarquables : Les Guerres secrètes sur un scénario de Jim Shooter en 1984 - 1985 et La Dernière Chasse de Kraven sur un scénario de J. M. DeMatteis en 1987. En 1988, il dessine les aventures de Deathstroke pour DC . En 1997 il crée la série Damned sur des scénarios de Steven Grant publié par Image Comics.

## Publications
- Aquaman
- Amazing Spider-Man
- Captain America
- Creepy
- Daredevil
- Defenders
- Fantastic Four
- G.I. Joe Special Missions
- G.I. Joe: A Real American Hero
- Green Lantern
- Incredible Hulk Annual
- Marvel Team-Up
- Master of Kung Fu
- Monster Hunters (Charlton Comics)
- Kraven's Last Hunt cocréateur avec J. M. DeMatteis
- Power Man and Iron Fist
- Peter Parker, The Spectacular Spider-Man
- The Punisher
- Rom (comics)
- Solarman
- Web of Spider-Man
- Legends of the Dark Knight
- X-Factor
- The Badger (First comics)

autres
- Eliminator (Ultraverse) (Malibu Comics)
- Clive Barker's Hellraiser
- The Savage Sword of Conan
- Logan's Run

## Créations
- Alex Alaric cocréateur avec Steven Grant
- Kraven's Last Hunt
- Venom (comics)
- Julia Carpenter (Arachne)  cocréateur Jim Shooter
- Beyonder cocréateur Jim Shooter
- Lyja cocréateur Jim Shooter
- Bella Donna cocréateur Roger Stern
- Traitor (comics) cocréateur Glen Orbik
- Wolf (comics) cocréateur J. M. DeMatteis
- R. U. Reddy cocréateur J. M. DeMatteis
- Sultan (comics) cocréateur David Anthony Kraft
- Marvel Super Heroes Secret Wars cocréateur avec Bob Layton & Jim Shooter